# B77
A W77 foi uma bomba nuclear desenhada para combinar com as capacidades de entrega do B-1A Lancer. Isso inclui a habilidade de ser lançada a velocidades supersônicas a altitudes de 60 000 pés, ou ser lançada a altitudes tão baixas como 100 pés a uma velocidade alta subsônica. Ela iria substituir a B28 e a B43 no campo estratégico, o programa foi cancelado em dezembro de 1977 devido aos custos crescentes e o cancelamento do portador da bomba, o bombardeiro B-1A (embora mais tarde o programa foi reativado criando o B-1B). Muitos componentes da B77 foram incorporados ao desenho da B83 que foi desenvolvida em seulugar.

As especificações para a B77 requeriam Full Fusing Options (Fusão Completa de Opções) também conhecido pelo sigla FUFO. Como dito anteriormente incluia a habilidade de ser lançada a velocidades supersônicas a altitudes de 60 000 pés, ou ser lançada a altitudes tão baixas como 100 pés a uma velocidade alta subsônica. Para alcançar a capacidade de entrega a baixa altitude,  a B77 implantou um gerador de gás para o controle de rotação e um paraquedas de elevação como a parte inicial de um sistema de paraquedas de dois estágios. Essa combinação poderia na verdade elevar a bomba de seu ponto de lançamento de a 100 pés para 300 pés de altitude pela abertura do paraquedas principais. O paraquedas-sistema de rotação foi testado a Mach 2.2. Em um lançamento a 100 pés com uma velocidade de Mach 2.2, a B77 poderia ser retardada até uma velocidade de 40 mph e detonar quando o aeronave portadora estivesse a 2.3 milhas do ponto zero da detonação. 